# 대한볼링협회
대한볼링협회는 볼링경기 보급을 통한 국민체력 향상 및 우수선수 양성을 통하여 국위선양 도모를 목적으로 1996년 10월 16일 설립된 대한민국 문화체육관광부 소관의 사단법인이다. 사무실은 서울특별시 송파구 오륜동 88 올림픽회관 내에 있다.

## 주요 사업
- 볼링경기 기술연구에 관한 사업
- 선수의 양성 및 경기시설에 관한 연구와 설치관리
- 볼링경기에 관한 자료수집 및 조사통계